# Florentine Giralt
Florentine Giralt ou Flore Dings, née Florentina Giralt, à Barcelone, le 20 juin 1904 et exécutée à Ixelles, le 4 juin 1949 est une des protagonistes du réseau de Prosper Dezitter qui infiltrait les réseaux de résistance belge pour en dénoncer les membres auprès de l'armée d'occupation allemande. Elle fut jugée et, reconnue coupable, elle fut l'une des quatre femmes à être condamnée à mort et exécutée en Belgique à l'issue de la guerre pour faits de collaboration.

## Éléments biographiques
Florentina Giralt naît à Barcelone, le 20 juin 1904, d'un père espagnol, Domingo Giralt, et d'une mère néerlandaise, Alica Thewes. Après le décès de ses parents, elle et son frère habitent chez leurs grands-parents qui s'installent en Belgique. Elle fait des études d'institutrice maternelle mais elle ne peut exercer ayant contracté la tuberculose. Elle épouse un Néerlandais, Paul Stéphan Dings, en 1924. Ce dernier se rend seul au Congo belge en 1926 pour des raisons professionnelles. Elle le rejoint en 1928 et le couple rentre en Belgique l'année suivante. Le 29 mars 1930, un enfant naît de leur union, Serge Dings.
En 1937, elle rencontre Prosper Dezitter et devient sa maîtresse. Durant la Seconde Guerre mondiale, elle devient sa complice et contribue à l'infiltration et au démantèlement de réseaux de résistance belge. Le réseau Comète fut l'un de ceux à payer le plus lourd tribut sous l'action de ces traîtres.

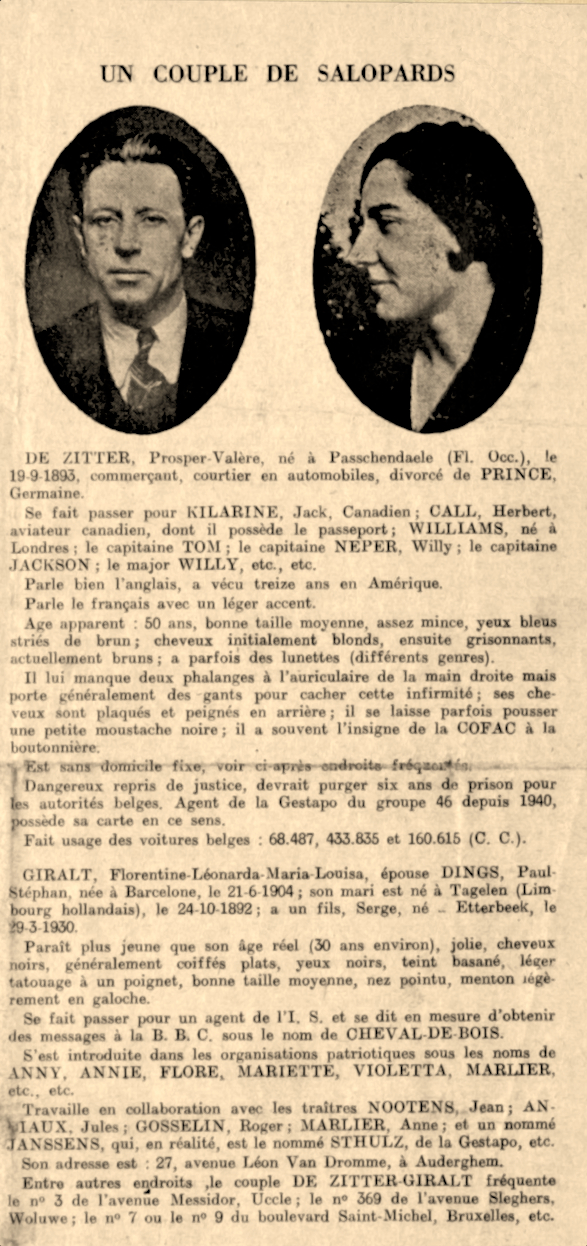
La Voix des Patriotes, novembre 1943, "un couple de salopards"

Prosper Dezitter travaille d'abord à la solde de la GFP et, à partir de 1941, au service de l'Abwehr dont il devient le meilleur agent (V-leute) en Belgique.
La technique mise en place par le couple se professionnalise et devient une machine implacable. Ils tiennent une véritable safe-house, « le pensionnat », qui héberge des pilotes alliés ou des résistants brûlés cherchant à gagner l'Angleterre. Le couple explique être en mesure de faire passer des messages via la BBC. Ils collectent un maximum de renseignements sur les réseaux et leurs membres, demandent les papiers d'identité des personnes à exfiltrer au motif de leur procurer de faux papiers. Ensuite, c'est le départ clandestin pour la France où ils se font immanquablement arrêter et tout d'abord incarcérer dans des geôles françaises. Leur remise à l'autorité allemande prend du temps, leur extradition vers la Belgique également. Durant ce laps de temps, ils ne sont pas en mesure de contacter qui que ce soit si bien que tous ignorent au sein des réseaux de résistance qu'ils ont, en fait, été arrêtés.
Peut-être déjà en 1940 et assurément en 1941, le couple fait l'objet de signalements, le SOE souhaite même lancer une opération en Belgique pour neutraliser ces traîtres. Le Gouvernement belge en exil s'y oppose, préférant les voir jugés après guerre. La fallacieuse safe-house est éventée ? le couple disparaît et réapparaît avec de nouveaux pseudonymes, de nouvelles planques et le sinistre scénario peut reprendre.
C'est ainsi que Flore Dings à une certaine époque se faisait appeler Annie pour entretenir la confusion avec une certaine Annie Laal, une Estonienne qui leur servait de boîte au lettre convaincue qu'elle était de prendre réellement part à la résistance. Cette confusion savamment entretenue conduira à l'assassinat sauvage d'Annie Laal, le 29 septembre 1943, par la résistance belge qui pensait avoir identifié Flore Dings.
En novembre 1943, le journal clandestin La Voix des Patriotes publie leurs photographies et une description détaillée les concernant ainsi que les endroits qu'ils fréquentent, les immatriculations des véhicules qu'ils utilisent. Elle est intitulée : « Un couple de salopards ». Rien n'y fait, le couple continue à sévir.
L'entreprise qu'ils mènent ne répond pas à un quelconque positionnement idéologique et est, au contraire, purement guidé par le lucre. Ils sont en effet rémunérés par l'Abwehr et touchent mensuellement en conséquence, 25 000 francs belges (une somme colossale à l'époque) et sont même intéressés au rendement par une prime de 1 000 francs belges par capture via leur entremise.

### Arrestation, jugement et condamnation
Le 2 septembre 1944 tandis que les alliés prennent pied en Belgique et la libèrent progressivement, Flore Dings prend la fuite et accompagne Prosper Dezitter aux Pays-Bas puis en Allemagne. Des agents de la Sûreté de l'État y identifient d'abord Dezitter et procèdent à son arrestation. Le lendemain, le 28 juin 1946, c'est au tour de Flore Dings d'être arrêtée, extradée, elle est incarcérée à la prison de Forest à Bruxelles.
Leurs procès ainsi que celui de deux autres complices débute le 10 mars 1947 devant la première Chambre française du Conseil de Guerre de Bruxelles. Le couple et un complice sont condamnés à mort, le quatrième prévenu écope d'une peine de quinze années d'emprisonnement. Après appel, pourvoi en cassation, recours en grâce, Dezitter est fusillé le 17 septembre 1948. Flore Dings et le complice condamné à mort sont exécutés à Ixelles, près de neuf mois plus tard, le 4 juin 1949.
Florentine Giralt fut la dernière des quatre femmes condamnées à mort et exécutées pour faits de collaboration.